# Anagelasta
Anagelasta – rodzaj chrząszczy z rodziny kózkowatych i podrodziny zgrzypikowych.

## Zasięg występowania
Przedstawiciele tego rodzaju występują na Subkontynencie Indyjskim oraz w Chinach i Indochinach.

## Systematyka
Do Anagelasta należy 5 gatunków i 2 podrodzaje:
- Podrodzaj: Anagelasta Pic, 1925
  - Anagelasta apicalis
  - Anagelasta grisea
  - Anagelasta rondoni
- Podrodzaj: Mesagelasta Breuning, 1939
  - Anagelasta transversevittata
  - Anagelasta trimaculata